# Psilacron melita
Psilacron melita är en fjärilsart som beskrevs av Druce 1911. Psilacron melita ingår i släktet Psilacron och familjen tandspinnare. Inga underarter finns listade.